# John Zubek
John Peter Zubek (20 tháng 3 năm 1925 - 24 tháng 8 năm 1974) là một nhà tâm lý học người Canada gốc Tiệp Khắc, nổi tiếng với nghiên cứu về tâm sinh lý học và sự mất cảm giác. Trong lời cáo phó đăng lên tạp chí Canadian Psychology, Donald O. Hebb gọi ông là "một trong những nhà tâm lý học nổi tiếng nhất của Canada".